# Arthur Oncken Lovejoy
Arthur Onken Lovejoy (10. říjen 1873, Berlín – 30. prosinec 1962, Baltimore) byl americký filozof.
V počátku své filozofické dráhy ostře vystoupil proti pragmatismu, v USA velmi vlivnému myšlenkovému směru, a to zejména v článku The Thirteen Pragmatisms z roku 1908.
Později rozvinul koncept tzv. dějin idejí. V letech 1910-1938 vedl na Johns Hopkins University známý debatní kroužek History of Ideas Club, který navštěvovali přední intelektuálové (mj. René Wellek, Leo Spitzer, Isaiah Berlin, Michel Foucault, Christopher Hill ad.). Roku 1940 rovněž založil časopis Journal of the History of Ideas.
Ve svém klíčovém díle The Great Chain of Being z roku 1936 vyslovil názor, že se na světě nakonec uskuteční "všechny možnosti Bytí".
V 50. letech se začal dosti věnovat politice, zaujal přitom pozice mccarthismu a žádal vyloučení členů komunistické strany z akademických pracovišť.